# Unimak Island

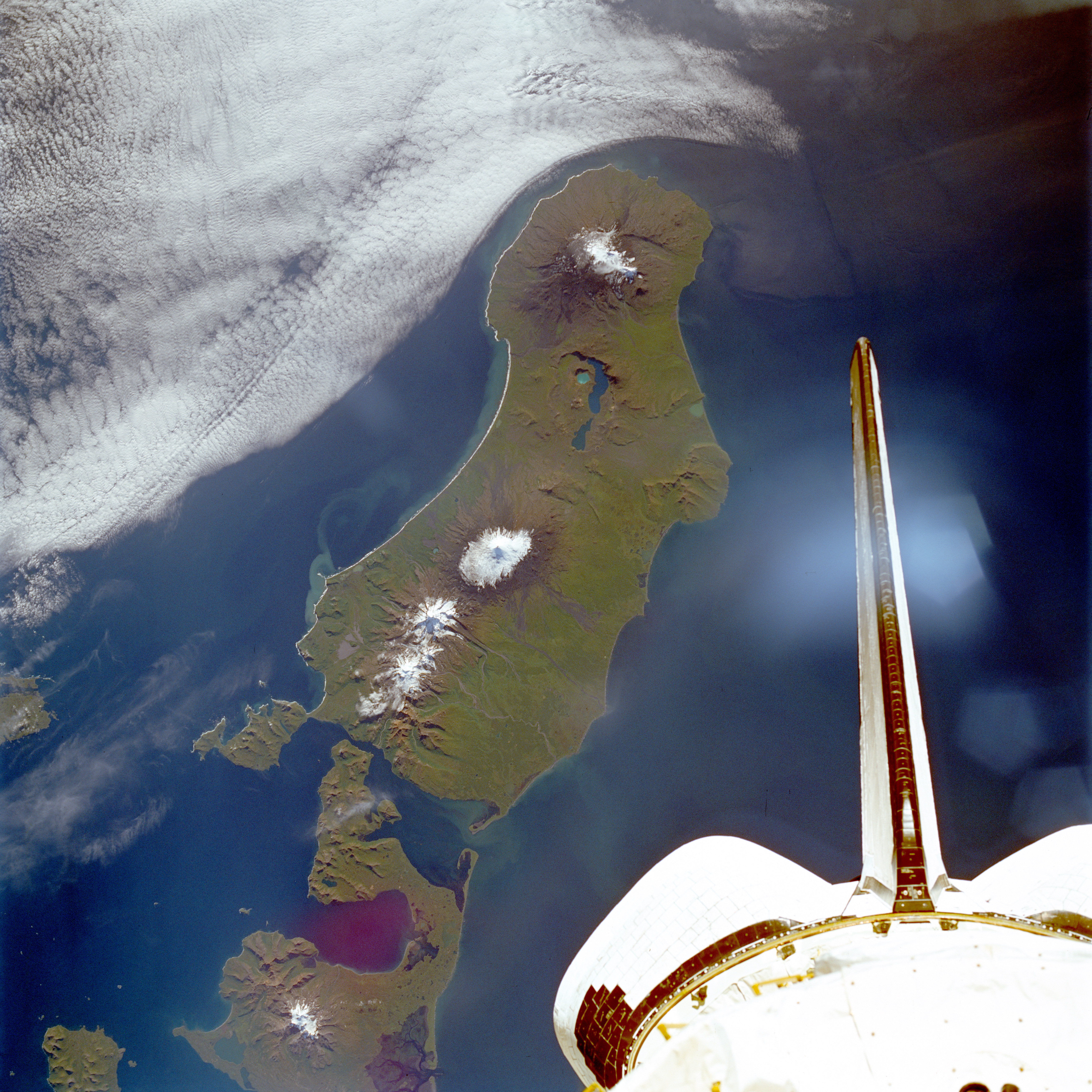
Unimak Island från rymden, bild tagen i september 2002.

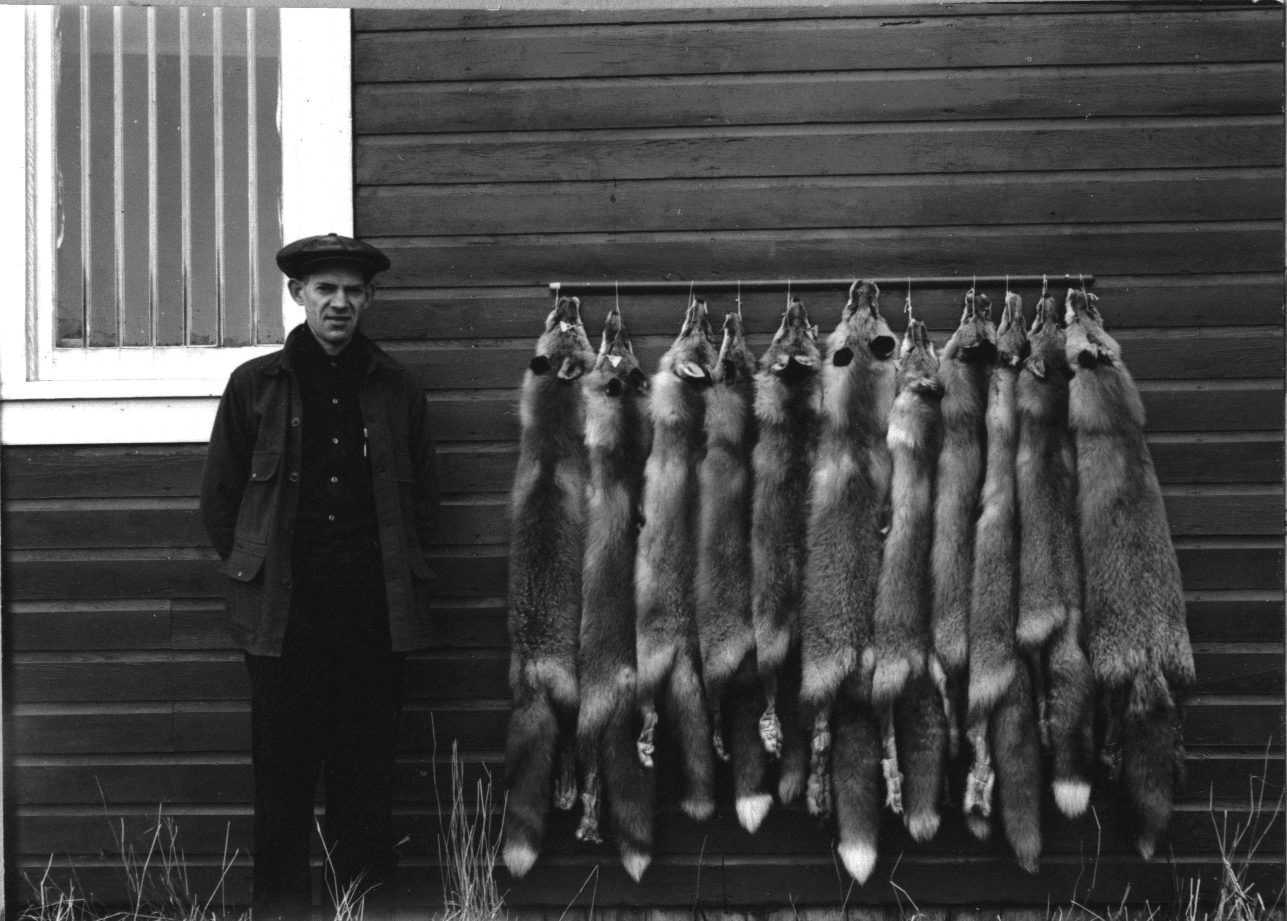
Pälsjägare med rävskinn på Unimak Island

Unimak Island är den största ön i ögruppen Aleuterna i den amerikanska delstaten Alaska. Det är den östligaste ön i gruppen, och med en yta på 4 069 km² är den USA:s nionde största ö. På ön ligger Mount Shishaldin, en av världens mest aktiva vulkaner. Enligt 2000 års folkräkning bor 64 personer på ön, allihopa i byn False Pass på östra delen av ön.
Till skillnad från resten av Aleuterna lever ganska många olika landburna däggdjur på ön, inklusive brunbjörn och ren. Det största däggdjuret i övriga Aleuterna är rödräv.

## Flygplatser
- Akutan Seaplane Base
- Cape Sarichef Airport